# Wang Yuzeng
Wang Yuzeng, conosciuto anche con la traslitterazione Wang Yu-tseng (王玉增T, Wáng YùzēngP; Xincheng, 10 aprile 1912 – Hangzhou, 7 ottobre 2009), è stato un cestista cinese.

## Carriera
Con la Repubblica di Cina ha disputato i Giochi olimpici di Berlino 1936.